# Los Angeles Toros
Los Angeles Toros was een Amerikaanse voetbalclub uit Los Angeles, Californië. De club speelde in de NPSL en werd vijfde. Na één seizoen fusioneerde deze competitie met de USA en werd de North American Soccer League. De Toros verhuisden naar San Diego en werden zo de San Diego Toros, die na één seizoen ontbonden werden.

## Seizoen per seizoen
| Jaar | League | W | V  | G  | Ptn                   | Reg. Seizoen        | Playoffs |
| ---- | ------ | - | -- | -- | --------------------- | ------------------- | -------- |
| 1967 | NPSL   | 7 | 10 | 15 | 5de, Western Division | Niet gekwalificeerd |          |